# Certificazione internazionale delle competenze digitali
La certificazione internazionale delle competenze digitali (International Certification of Digital Literacy, ICDL), fino al 2019 nota come patente europea per l'uso del computer (European Computer Driving Licence, ECDL), è un attestato che certifica il possesso di una competenza informatica di base, che si identifica con la capacità di operare al personal computer con le comuni applicazioni e la conoscenza essenziale della tecnologia dell'informazione (IT) a livello di utente generico.
ICDL è un corso che fa capo al CEPIS (Council of European Professional Informatics Societies), l'ente che riunisce le associazioni europee di informatica. L'Italia è uno dei Paesi membri ed è rappresentata dall'AICA, l'Associazione Italiana per l'informatica e il Calcolo Automatico. Il programma prevede sette esami: con il superamento dei quattro basilari si ottiene il Diploma ICDL Start, mentre, con il superamento di tutti e sette i moduli richiesti, si consegue il Diploma ICDL Full.
È riconosciuta nel mondo in 148 Paesi (i test sono disponibili in quarantuno lingue diverse), con 24 000 Test Center accreditati. L'acronimo ICDL e digital literacy (traducibile come alfabetizzazione digitale) è tradotto in italiano con "competenze digitali".
Attualmente più di quattordici milioni di persone hanno aderito al programma di certificazione ICDL, tradotto in quaranta lingue e presente in oltre 100 paesi nel mondo attraverso un network di oltre 24 000 Test Center.

## Descrizione
Per conseguire l'ICDL Core si deve essere in possesso della "skills card" e sostenere un esame in un qualsiasi istituto, certificato dall'AICA e chiamato genericamente "test center", che si articola in sette prove corrispondenti ad altrettanti moduli, ovvero:
1. uso del computer e gestione dei file (computer essential);
2. primo approccio alla rete (online essential);
3. elaborazione di testi (word processing);
4. foglio elettronico (spreadsheets);
5. concetti base della tecnologia dell'informazione (IT security);
6. strumenti di presentazione (presentation);
7. reti informatiche o reti di calcolatori (online collaboration).

L'esame, svolto al computer, ha la durata di trentacinque minuti per il primo modulo e di quarantacinque minuti per tutti gli altri.
La percentuale di risposte corrette necessaria per passare l'esame è del 75% (ventisette domande esatte su trentasei totali) per tutti i moduli.
Chi sostiene con successo tutti e sette i moduli consegue la certificazione "ICDL Full", mentre chi ne supera almeno quattro (a scelta) ottiene la certificazione "ICDL Start".
Poiché la simulazione ha lo scopo di verificare le competenze del candidato, al suo interno non sono attive alcune funzionalità dei programmi, come la Guida in linea e la descrizione dei comandi; sono inoltre disattivate alcune combinazioni di tasti (come le combinazioni per taglia, copia e incolla) onde evitare un'interruzione accidentale dell'esame. Nelle domande che richiedono l'inserimento di un colore (ad esempio per colorare il testo o una cella) viene accettata qualsiasi tonalità del colore richiesto.

### Nuova ICDL
Dal 1º settembre 2013 è in vigore la cosiddetta "Nuova ICDL" (corrispondente italiano della "New ICDL"): una nuova famiglia di certificazioni, proposta sempre da ICDL Foundation e AICA, che hanno sostituito progressivamente le certificazioni ICDL Core, ICDL Start ed ICDL Advanced, che sono rimaste conseguibili sino al 30 giugno 2014
La Nuova ICDL propone nuovi moduli e consente una maggiore flessibilità, in quanto il candidato può scegliere la combinazione di moduli che ritiene più interessante e utile e chiedere in ogni momento un certificato che attesti gli esami superati.

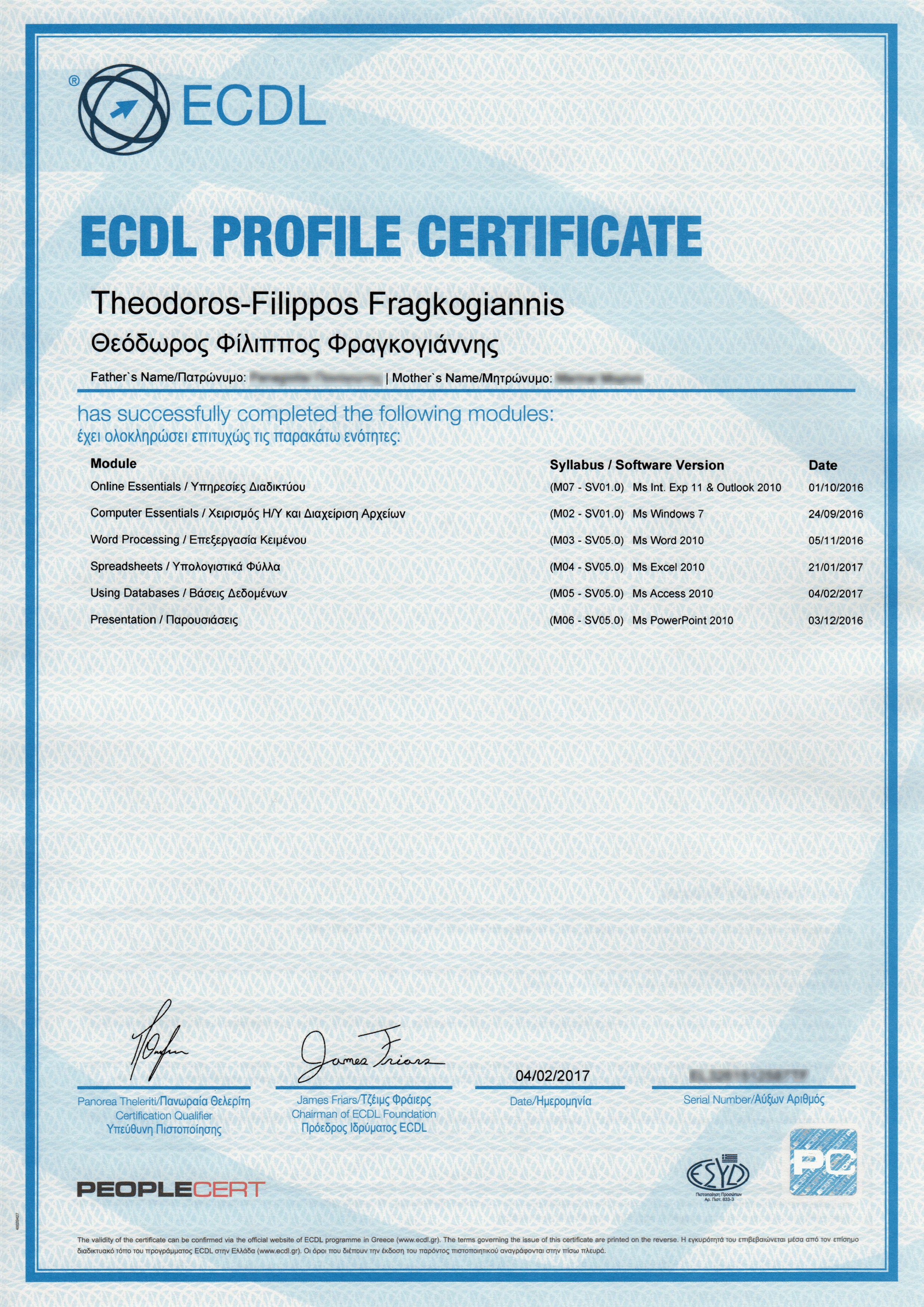
ECDL Profile certificazione rilasciata in Grecia nel febbraio 2017.

Più precisamente, sarà possibile conseguire tre tipi di certificazioni: ICDL Base, ICDL Full Standard, ICDL Profile (quest'ultima in vigore dal 1º gennaio 2014), basati su diciassette Moduli raggruppati in tre categorie: Base, Standard, Advanced.
"ICDL Base" comprende quattro Moduli Base che forniscono le abilità e le conoscenze essenziali per l'alfabetizzazione digitale:
- M1 Computer Essentials (concetti di base del computer);
- M2 Online Essentials (concetti fondamentali della rete);
- M3 Word Processing (elaborazione testi);
- M4 Spreadsheets (foglio elettronico).

La certificazione "ICDL Base" prenderà progressivamente il posto dell'attuale "ICDL Start", per la quale è, invece, possibile scegliere autonomamente i quattro moduli da sostenere.
Per ottenere la certificazione “ICDL Standard” è necessario sostenere e superare gli esami relativi ai quattro Moduli della ICDL Base e aggiungere ad essi altri tre moduli a scelta tra i nove Moduli Standard che puntano a soddisfare le diverse esigenze dei candidati, in base ai loro interessi e ambiti di lavoro:
- M5 Using Databases (uso delle basi di dati);
- M6 Presentation (strumenti di presentazione);
- M7 Online Collaboration (collaborazione in rete);
- M8 CAD;
- M9 Image Editing (elaborazione delle immagini);
- M10 Web Editing (elaborazione di rete);
- M11 Health (uso dei sistemi informativi sanitari);
- M12 It Security (sicurezza informatica);
- M13 Project Planning (pianificazione di progetti).

Anche se ogni modulo è indipendente (per cui il candidato può scegliere quelli che ritiene necessari e ottenerne la relativa certificazione o "ICDL Profile"), è prevista una apposita certificazione "ICDL Full Standard" (che sostituirà progressivamente la "ICDL Core Full") per il cui conseguimento è necessario sostenere e superare gli esami relativi ai quattro Moduli della ICDL Base più i seguenti tre Moduli: 
- M6 Presentation (strumenti di presentazione);
- M7 Online Collaboration (collaborazione in rete);
- M12 It Security (sicurezza informatica). A settembre 2015, è stato rilasciato il release 2.0. Il release 2.0 prevede la somministrazione, in modalità random, di trentasei quesiti a risposta chiusa (in luogo dei trentadue del release 1.0). Il tempo assegnato per lo svolgimento dell'esame è sempre di quarantacinque minuti e la soglia di risposte corrette, per considerare l'esame superato, resta fissata al 75%.

I quattro Moduli Advanced permettono ai candidati di certificare il possesso di competenze approfondite nei seguenti settori specifici:
- elaborazione testi advanced;
- fogli elettronici advanced;
- uso delle basi di dati advanced;
- strumenti di presentazione advanced.

## Livelli avanzati
Oltre al primo livello di certificazione, chiamato "ICDL Core", esistono altri due livelli avanzati: ICDL Advanced e ICDL Specialised.

### ICDL Advanced
È la certificazione per l'esperto che attesta la conoscenza approfondita delle aree dell'ICDL. Per conseguire gli esami ICDL Advanced, è necessaria possedere una profonda conoscenza dei database, spreadsheets e dei processi di stesura e presentazione.
I moduli dell'ICDL Advanced sono i seguenti:
- AM3 (Advanced Module 3) - Advanced Presentation;
- AM4 (Advanced Module 4) - Advanced Processing;
- AM5 (Advanced Module 5) - Advanced Database;
- AM6 (Advanced Module 6) - Advanced Spreadsheets.

Per ogni esame superato viene rilasciata una certificazione. A differenza degli esami dell'ICDL Core automatizzati, gli esami per l'Advanced sono manuali o fatti in seguito all'installazione del nuovo sistema automatico "AICE (AICA In-application Certification Evaluator)", con un questionario di venti domande suddivise in trentasei esercizi da effettuare in massimo sessanta minuti. La percentuale per il superamento dell'esame è 75%.

### ICDL Specialised
Si rivolge all'utente specialista e certifica la capacità di uso del personal computer per applicazioni specialistiche, utili in specifiche aree professionali. Per questo livello sono disponibili le certificazioni:
- Digital Marketing, attesta le competenze di marketing digitale, tra cui la creazione di una presenza sul web, l’ottimizzazione dei contenuti per i motori di ricerca (SEO), l’utilizzo di piattaforme di social media, la realizzazione di marketing e pubblicità online attraverso una serie di servizi, così come il monitoraggio e le campagne di miglioramento attraverso l’utilizzo di strumenti di analytics.
- CAD 2D, che attesta la competenza di base nel disegno bidimensionale (2D) utilizzando programmi di progettazione assistita dal computer.
- CAD 3D, relativa alle competenze per la progettazione tridimensionale, per tutti quei soggetti che richiedono una conoscenza di base del disegno CAD/CAM 3D CAD.
- Web editing, relativa alle competenze necessarie per lo sviluppo e la pubblicazione di pagine e siti web nel rispetto degli standard per l'accessibilità.
- Image editing, relativa alle competenze per l'editor grafico: dalle operazioni sulle immagini - di base (selezione, cattura, variazione parametri, ecc.) e di gestione dei layer – a quelle per la stampa e pubblicazione su pagine web.
- Health, relativa alle conoscenze, specifiche del settore, necessarie per utilizzare in modo sicuro le applicazioni ICT che trattano le informazioni dei pazienti.
- Multimedia, relativa alle competenze necessarie per l'utilizzo di strumenti di comunicazioni digitale (audio, video, publishing).
- GIS, relativa alle conoscenze necessarie per l'utilizzo di sistemi di informazione territoriale.
- IT Security che definisce i concetti e le competenze fondamentali per comprendere l’uso sicuro dell’ICT nelle attività quotidiane e per utilizzare tecniche e applicazioni rilevanti che consentono di gestire una connessione di rete sicura, usare Internet in modo sicuro e senza rischi e gestire in modo adeguato dati e informazioni.

### Sample Test
Per i cosiddetti "livelli avanzati", AICA mette a disposizione sul suo sito una serie di Sample Test, cioè test d'esempio, che consentono al candidato di saggiare la propria preparazione esercitandosi su una traccia molto simile a quella d'esame, rilasciata dall'Ente Certificatore.

## Riconoscimenti
Da qualche anno, diverse istituzioni, in seguito a convenzioni con AICA (Associazione Italiana per l'Informatica ed il Calcolo Automatico) (Ministero della Pubblica Istruzione, Ministero del Lavoro e della Previdenza Sociale, Conferenza dei Rettori delle Università Italiane), assegnano un determinato riconoscimento (sotto forma di punteggi) al diploma ICDL, cosa che ha certamente contribuito al suo successo in Italia.
A livello lavorativo il titolo ICDL è riconosciuto come qualificante soprattutto negli ambiti del lavoro d'ufficio pubblico e aziendale in cui si ha necessità di interazione uomo-computer specie con applicazioni di office automation (es. segretari, contabili ecc..).

## ICDL e software libero
Sia Nuova che Advanced ICDL sono certificazioni vendor independent: il candidato può scegliere liberamente se svolgere l'esame su software proprietario con la suite Office e Internet Explorer e Outlook Express o Windows Mail di Microsoft oppure con software libero, con simulazioni su GNU/Linux distribuzione Ubuntu 12.04 LTS con interfaccia Unity per il modulo 1 (Computer essentials), LibreOffice 3.5.2 per i moduli 3 (Word processor's), 4 (Spreadsheets), 6 (Presentations) e 8 (Using Databases) e Mozilla Firefox e Mozilla Thunderbird per il modulo 2 (Online essentials).